# Impressions of China
Impressions of China is een studioalbum van René van Helsdingen en vrienden. Het album bevat jazzy Oosters klinkende new agemuziek. Het album stamt nog uit het elpeetijdperk, want de indeling op de hoes van de in 1985 in Japan geperste compact disc vermeldde nog  “kant 1” en “kant 2”

## Musici
- René van Helsdingen – toetsinstrumenten
- Brian Batie – basgitaar, synthesizer
- Egbert van Gruythuyzen – slagwerk, toetsinstrumenten
- Rodney Mecks - slagwerk, basgitaar

## Muziek
| Nr. | Titel                                 | Duur |
| --- | ------------------------------------- | ---- |
| 1.  | Autumn moon in the Han Palace         | 6:43 |
| 2.  | Yi tribal dance                       | 3:20 |
| 3.  | Flower song                           | 3:51 |
| 4.  | Jasmine flower                        | 5:15 |
| 5.  | Singing the night among fishing boats | 5:38 |
| 6.  | Reflections of the moon on two lakes  | 4:41 |
| 7.  | Dance of the Yao people               | 8:42 |